# هملاک سوسایتی
هِملاک سوسایِتی نام یک سازمان طرفدار حق مردن است که توسط درک همفری در سال ۱۹۸۰ و در سنتا مونیکا، کالیفرنیا بنا نهاده شد. هدف اصلی آن کمک به افرادی بود که می‌خواستند از طریق اوتانازی یا خودکشی کمکی به زندگی خود پایان دهند. درک همفری پس از انتشار کتابش به نام «خروج نهایی» در سال ۱۹۹۲ پست مدیریت این سازمان را ترک گفت. در سال ۲۰۰۴ این سازمان با سازمان نوپای شفقت و حق گزینش ادغام شد. تعدادی سازمان‌های کوچک دیگر تحت نام هملاک سوسایتی به کار خود ادامه دادند. فیلمی نیز به نام همین سازمان یعنی هملاک سوسایتی ساخته شده است.